# ATC代码 (L04)
ATC代码L04（免疫抑制剂）是解剖学治疗学及化学分类系统的一个药物分组，这是由世界卫生组织药物统计方法整合中心所制定的药品及其它医用产品的官方分类系统。分组L04是L抗肿瘤药及免疫用药的一部分。
兽用代码（ATCvet码）可以在人用ATC代码前加Q字母：QL04等。
国家ATC分类可能包括列表中没有的其它分类，列表为世界卫生组织（WHO）版本。

## L04A 免疫抑制剂（Immunosuppressants）

### L04AA 选择性免疫抑制剂（Selective immunosuppressants）
L04AA02 莫罗单抗-CD3（Muromonab-CD3）
L04AA03 抗淋巴细胞免疫球蛋白（马）（Antilymphocyte immunoglobulin (horse)）
L04AA04 抗淋巴细胞免疫球蛋白（兔）（Antithymocyte immunoglobulin (rabbit)）
L04AA06 麦考酚酸（Mycophenolic acid）
L04AA10 西罗莫司（Sirolimus）
L04AA13 来氟米特（Leflunomide）
L04AA15 来伐西普（Alefacept）
L04AA18 依维莫司（Everolimus）
L04AA19 胍立莫司（Gusperimus）
L04AA21 艾伐珠单抗（Efalizumab）
L04AA22 阿贝莫司（Abetimus）
L04AA23 那他珠单抗（Natalizumab）
L04AA24 巴他西普（Abatacept）
L04AA25 依库珠单抗（Eculizumab）
L04AA26 贝利木单抗（Belimumab）
L04AA27 芬戈莫德（Fingolimod）
L04AA28 贝拉西普（Belatacept）

### L04AB肿瘤坏死因子α(TNF-α)抑制剂（Tumor necrosis factor alpha (TNF-α) inhibitors）
L04AB01 依那西普（Etanercept）
L04AB02 英利昔单抗（Infliximab）
L04AB03 阿非莫单抗（Afelimomab）
L04AB04 阿达木单抗（Adalimumab）
L04AB05 培瑟妥珠单抗（Certolizumab pegol）
L04AB06 戈利木单抗（Golimumab）

### L04AC白细胞介素抑制剂（Interleukin inhibitors）
L04AC01 达昔单抗（Daclizumab）
L04AC02 巴利西单抗（Basiliximab）
L04AC03 阿那白滞素（Anakinra）
L04AC04 利隆西普（Rilonacept）
L04AC05 乌司特单抗（Ustekinumab）
L04AC06 美泊珠单抗（Mepolizumab）
L04AC07 妥西珠单抗（Tocilizumab）
L04AC08 卡那单抗（Canakinumab）
L04AC09 Briakinumab
L04AC10 Secukinumab

### L04AD钙调磷酸酶抑制剂（Calcineurin inhibitors）
L04AD01 环孢素（Ciclosporin）
L04AD02 他克莫司（Tacrolimus）
L04AD03 Voclosporin

### L04AX 其它免疫抑制剂（Other immunosuppressants）
L04AX01 硫唑嘌呤（Azathioprine）
L04AX02 沙利度胺（Thalidomide）
L04AX03 甲氨蝶呤（Methotrexate）
L04AX04 来那度胺（Lenalidomide）
L04AX05 吡非尼酮（Pirfenidone）